# Собор Святого Андрея (Глазго)
Метропольный собор Святого Андрея (англ. The Metropolitan Cathedral Church of Saint Andrew) — католический собор архиепархии Глазго и кафедра архиепископа Глазго. Расположен на Клайд-стрит на северном берегу руки Клайд в Глазго, Шотландия. Посвящён покровителю Шотландии святому Андрею. Памятник архитектуры категории А.

## История
Со времён Реформации в Шотландии в 1560 года вплоть до принятия Билля о помощи католикам в 1791 году, католикам в Глазго приходилось собираться на мессы тайно. К концу XVIII века, в связи с притоком ирландских иммигрантов-католиков на начальных этапах промышленной революции, в Глазго росла необходимость в католической церкви. В 1805 году в городе проживало около 450 католиков, а уже к 1814 году их число увеличилось до трёх тысяч. В том же году преподобный Эндрю Скотт принял решение построить новую церковь на Клайд-стрит. Земля, на которых была построена церковь, были куплены у торговцев табаком и сахаром. Неоготическая церковь Святого Андрея по проекту Джеймса Гиллеспи Грэма (1776—1855) была завершена в 1816 году.

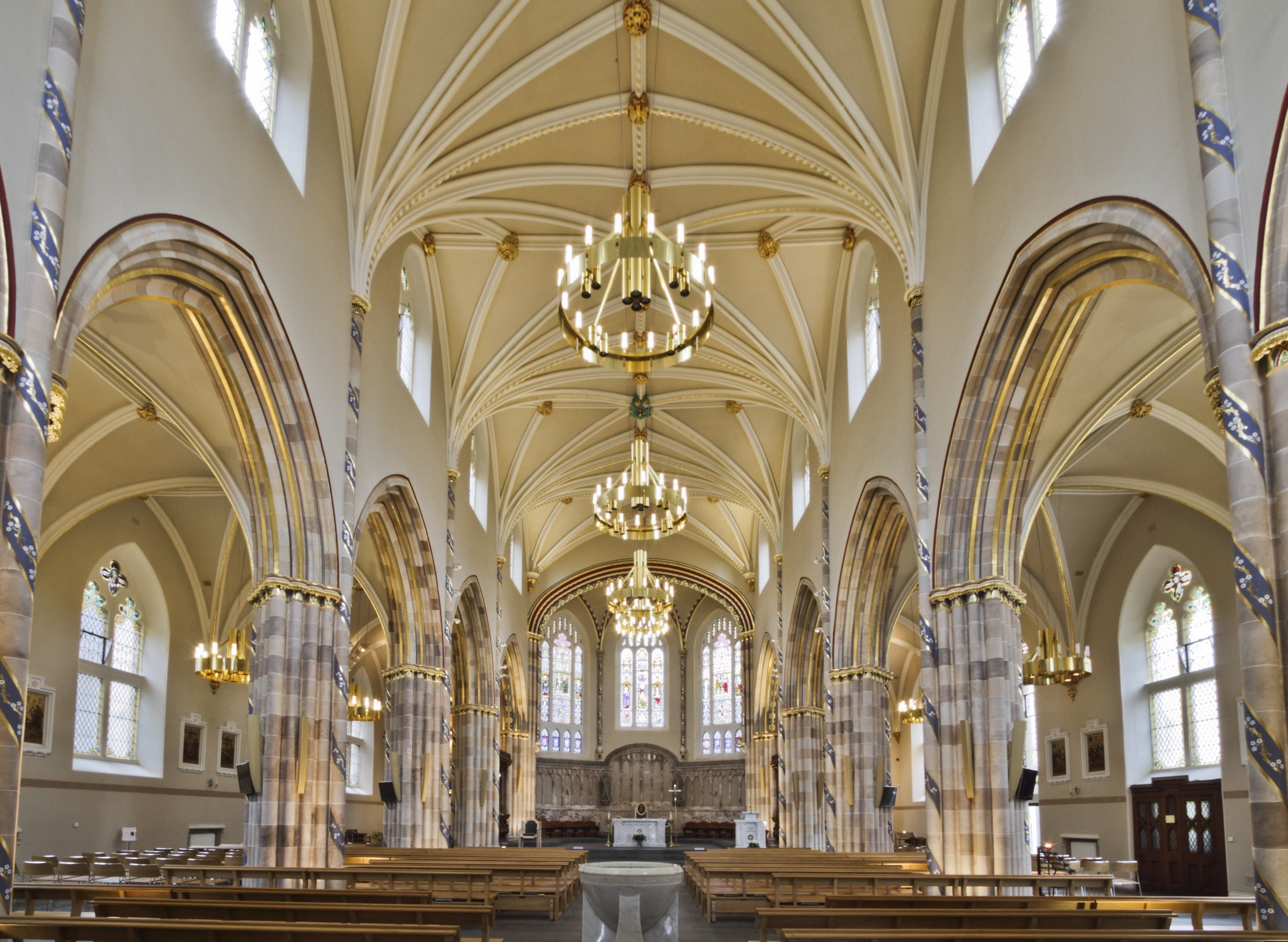
Неф

Непрекращающаяся враждебность к шотландским католикам и католической церкви была очевидна ещё на этапе строительства: по ночам диверсанты уничтожали все результаты трудов строителей, что существенно мешало прогрессу возведения церкви. В конечном итоге на строительной площадке еженощно пришлось выставлять охрану. Тем не менее, общины других христианских конфессий в городе пожертвовали деньги на завершение проекта в знак экуменизма в свете трудностей, с которыми пришлось столкнуться при строительстве. Здание церкви относительно скромное, без шпиля и колокольни. Это связано в первую очередь с ограничениями на видимость и заметность католических церквей, которые были наложены Законом о помощи католикам 1791 года (ограничения были отменены биллем 1829 года).
После реставрации католической иерархии в Шотландии, предпринятой папой Львом XIII в 1878 году, церковь Святого Андрея в 1884 году была повышена до статуса про-кафедрального собора, а также значительно отремонтирована архитекторами Pugin & Pugin.
В 1947 году после учреждения новых епархий Мотеруэлла и Пейсли, епархия Глазго восстановила дореформационный статус митрополии, а собор Святого Андрея стал метропольным собором.
В августе 2009 года началась масштабная реставрация, поскольку собор уже давно нуждался в капитальном ремонте и расширении. Смета включала установку новых систем отопления и освещения; косметический ремонт и реставрацию сусальным золотом; установку новых бронзовых дверей; ремонт и восстановление органа фирмы Henry Willis & Sons; и представление нового полотна Питера Хаусона, изображающего святого мученика Иоанна Огилви. Работы были завершены в апреле 2011 года.